# Lycaena ungemachi
Lycaena ungemachi är en fjärilsart som beskrevs av Rothschild 1925. Lycaena ungemachi ingår i släktet Lycaena och familjen juvelvingar. Inga underarter finns listade i Catalogue of Life.